# ちょこ旅
ちょこ旅（ちょこたび）
1. 近くの知らない所へ行く旅の呼称[1]。『ちょこ旅JAPAN』[2]など
2. 松鳥むうによる漫画の旅ルポ。本項。

『ちょこ旅』（ちょこたび）は、松鳥むうによる日本のイラストおよび漫画の旅ルポ。
京都、沖縄、伊豆小笠原、瀬戸内のシリーズ4部作。シリーズとつながりがある外伝にあたる『島旅ひとりっぷ』『日本ゲストハウスめぐり』『あちこち島ごはん』についても記載する。

## ストーリー
ちょこ旅京都
滋賀県出身ながら、近すぎて中々立ち寄れなかった京都を散歩することにした。
ちょこ旅沖縄プラス離島
「癒しと出会いを求めて」沖縄本島と離島を行脚。
ちょこ旅小笠原＆伊豆諸島～東京の島でぷち冒険～
外国より遠い島「小笠原」と、それほど遠くはない「伊豆諸島」。沖縄に続いて東京の離島を訪問。
ちょこ旅瀬戸内～キラキラの海と島さんぽ～
中国・四国地方の間、瀬戸内海に点在する島々を旅行。
島旅ひとりっぷ
作者が、日本全国にある島々のいくつかを訪問。
日本ゲストハウスめぐり
離島などを訪問する際に、ほぼ宿泊するゲストハウスから選出。
あちこち島ごはん
離島・田舎などの料理・食文化めぐり。

## 登場人物

### 主要人物
全編に於いて、登場する。
松鳥むう（まつとり むう）
本作の作者であり主人公（以降、作者と表記）。彼女にとって一人旅はもはや、散歩の延長線になっている。
ひよこ
「ちょこ旅」シリーズで、唯一作者に同行する相棒。

### 京都
近場だけに立ち入らなかった古都にご飯と運気上昇目当てに散策。

#### お寺、嵐山、天狗の里、左京。
枯山水、嵐山の乗り物コース、貴船-鞍馬、東山-祇園。
地蔵院(竹の寺)の老人コンビ
受付のおじいさんと、お茶を出してくれたおばあさん。夫婦かどうかは不明。
鹿王院の同居人
作者が宿泊した宿坊、鹿王院で一夜を共にした女性のゲストたち。川崎と広島の女子大生（初一人旅）、横浜のOL（よく京都にくる）。
「ジェリーパイ」のおっちゃん
陽気な英国人で、嵯峨野が気に入って移住して、洋菓子店を開業。
嵯峨野トロッコ関係者
サービス旺盛な駅員、車掌と、社内を回っている写真屋。
保津川下りの船頭さん
常設で知識豊かなベテラン、数年目の冷静な人、新米の人。終盤の屋台船から作者は甘酒、新米は珈琲を購入。
貴船川床ランチ「ひろ文」の店員
作者は、こちらで流しそうめんを食べた。
錦市場の青果店おっさん
「四寅」の人。おしゃべり好き。
「花咲」常連おばさん
隣席の作者に蟹雑炊をおごった。
北野天満宮の絵馬書きどころの外国人
作者の隣で絵馬を書いていた。
北野天満宮の修学旅行関係者
タクシー運転手が、なで牛について修学旅行生に説明。

#### 京都駅周辺、鴨川周辺、伏見、宇治。
京都を南北に流れる大河でまったりたたずんだ後日、酒どころ・伏見、さらに宇治市へ。
東寺のお坊さん
袈裟姿のお坊さんが多かった。
鴨川で出会った人々
写生中のおばちゃんたち、銀杏を取りたいおばちゃん、楽器演奏の二人、太極拳練習中の外国人、洗濯お母さん、上裸短パンランニング男、鶏に餌遣るおっちゃん、他。
銭湯の舞妓さん
とある銭湯が行きつけと知り、作者が来店して出会えた。ほか、舞妓コスプレしていた女性二人組が髪型そのままで京都駅にてお土産アサリ。
南禅寺参拝のおばあちゃん
勾配が急な階段をよろよろ上るので、心配。
酒蔵バーえん
作者が女将、常連おじさんとだべっていると、社員旅行集団が襲来。二人が言うには「毎年来る」とのこと。
そば「なが乃」
アットホームな店長さん。
宇治神社の神主さん
戎さんの様な人であった。
対鳳庵
宇治市営茶室。作者はスタッフのおばさんのおもてなしでお点前体験をした。

### 沖縄プラス離島
作者が沖縄本島および一部の周辺島々、先島（宮古八重山）をホッピング。

#### 島尻編
沖縄本島南部および訪れた近辺の島々。
東御周りで出会った人々
作者が知念・玉城を聖地巡礼中に出会う（知念城 - 玉城城）。ウォーキング中のお姉さん、商店のおじい、バス運転手、清掃中のおばちゃん（知念から来た作者に驚愕して、カーブチーをくれた）に親切にして頂いた。玉城訪問の後は、カフェと百名ビーチで休憩。
さちばるまやーのスタッフ
百名、新原ビーチの先にあるブランドシューズショップ。永井俊二氏デザイン「big hug」の直営店。店の裏には小さなギャラリーがあり、やちむん(やきもの)、紅型などの作家がコラボ展示。移住してきたというが、此方の店は「改訂版」によると廃業している。
まきちゃん
作者が久高島訪問の帰り、安座間港で一緒になった。
中本てんぷら店
奥武島訪問時に来店、沖縄のてんぷらを購入するが「帰りのバスどうしよう」と困惑する作者に「奥武橋渡った先の冨里へ出ればありますよ」と店の人が教えてくれた。作者がてんぷらを食べると、野良猫が付いてきた。
奥武海底グラスボート船長さん
団体さんが来るまで待たされ、一緒に乗船。船長曰く「魚たちは大切な従業員」だという。
いか漁師
奥武島でいか漁をしているお兄さんたち。いか洗いをしているところに作者と出会い、作者を酒宴に誘う。「那覇へ帰れるか」心配になったが、メンバーにいる那覇在住のお姉さんに車で送ってもらった。
玉泉洞の人々
タクシーの運転手さんに「いった？」と言われるほどメジャーな観光地。ハブとマングースショー（両者は動物保護問題から共演しない）のスタッフお兄さん、蛇好きな男性観光客二人、ガンガラーの谷を愛するガイドのお姉さん。

#### 那覇編
作者が本島南部で滞在した県都。
金壺中華食堂
那覇にある町中華。粽がおいしいと聞いてきた。するとおばさんに「いい子ね」と言われた。
首里の玩具店主
作者が以前訪問したときは首里にあった玩具店（現在は那覇都心に移転）。脱力系店長オリジナルの商品が多い。彼の紹介で「ふじのや」（のちに廃業）へ来店し、ミックスフライを食べた。
マリンハウスシーサーのスタッフ
作者が慶良間ホエールウォッチングツアーに参加したときのガイド。

#### 中頭・国頭編
沖縄本島中北部と伊江島、瀬底島。
横田屋窯（ゆくたやがま）
やちむんの里・読谷村の個人工房。琉球工芸好きのお父さんと、元保育士のお母さん。作者が来た時にはほかに常連のセレブ親子が来ていた。
「LifeIsAJourney」関係者
作者が読谷で投宿したゲストハウス。看板犬から熱烈歓迎され、同宿舎から読谷の情報を知る。
本部手作り市
レザー草履屋の犬「レザー君」、キッシュ店・みのりやの眼鏡お姉さん、惣菜や、青果店、ジャムや、ポップコーン店など。
奄美航路の客人
作者が本部-那覇間をフェリーで戻った時に、与論島イベント帰りの子供たち、ヨットおじいさん（横浜から来た）、ダイバーおじさん、バックパッカー外国人、おやすみお姉さんと出会う。
ピエール
今帰仁村のゲストハウス「結家」に投宿中に出会ったイタリア人俳優。夜光虫、電照菊に興奮。宿泊客は他に新聞記者、ゲーム制作者、保育し、自衛隊員、脱OL1年生など。
ゆい姉
「結家」のオーナーで、元サーカス団員。
「一休」のおばあちゃん
瀬底島の限定レストラン（今はホテル）のスタッフ。大正琴が趣味。
瀬底ビーチの牛と飼い主
闘牛・琉櫻吹風くんと、その飼い主。
スモールホテル「フォールームス」
オーナー夫婦と、二匹の白い犬（ナビィ、ビーノ）。
浩子
伊江島の民宿「土の宿」店主。脳性麻痺の障害があり、足指で絵を描く。「人のぬくもりをこの場所で知ってほしいから」と開業。友人のおじいがイカ墨汁をつくってくれた。
ハイジ
辺士岬の宿「やんばるくいな荘」のアイドル山羊。ハイビスカスの葉が好物。

#### 先島編
宮古・八重山の島々に迄足を延ばす。

宮古島まもる君
宮古島の交通安全人形。「瀬戸内編」の小豆島で似た者を見かける。
本島平三
宮古島南部でであった山羊。
ケン
西表島で参加したカヌーツアーのスタッフ。
ノゾミ
与那国ダイビングサービスの担当インストラクター。彼女のエスコートで海底遺跡へ。
ぶんちゃん
波照間島で投宿した「Nami」の宿泊客。一緒に最南端の朝日を見に来た。
黒島のジョギングお兄さん
毎年、ジョギングをしに黒島へ。仲本海岸で遊んでいた。
勝子ちゃん
竹富島の菓子店「たきどぅん」（のちに廃業）のスタッフ。作者はこの店でサーターアンダギーを購入。
みか
石垣市内で、作者と再会した女の子。

### 小笠原＆伊豆諸島
作者の住む東京にあるけど、「秘境」な島々。

#### 小笠原・母島
船で1日以上かけ、さらに別の船に乗り換えて、鯨を求めて上陸。
キョーコ
「おがさわら丸」（東京竹芝-父島）で出会い、さらに一緒に「ははじま丸」に乗船。母島のリピーター。
奈津子
作者の看護師仲間、母島唯一の診療所に勤務している。作者初訪問時、夫・長男の三人暮らしであったが、二度目の訪問時には次男が生まれていた。下町育ちで、太鼓サークルに参加。作者に「台風来るから明日父島に戻るべき」と忠告。二度目の訪問時は彼女宅に泊まらなかったが、再開。
蓮
奈津子の長男。居酒屋「島っ娘」のポテトフライが大好物。
しっぽちゃん
奈津子の紹介で母島青年会のツアーに混ぜてもらい、平島（無人島）へ渡った時に知り合ったデイケアスタッフ、二度目の母島訪問でも再会。他メンバーはけーちゃん（小学校教師）、みっちゃん（奈津子の同僚看護師）、カナダ人英語教師など。
あんなビーチ母島ＹHの人々
作者二度目の母島訪問で投宿した宿で、動物園職員、ダイバー大学生、父島の高校教師、オーナー夫婦・娘、ヘルパーさんと夕食。動物園職員と夜散歩へ出かけた。

#### 小笠原・父島
船で1日以上かけ、さらに別の船に乗り換えて、鯨を求めて上陸。
ガビ
「イルカと泳げば仲良しになれる」と作者に話した、旅仲間のお姉さん。父島でシュノーケリングに挑戦することになった。
よっしーさん
父島のツアー業者「たびんちゅ」のスタッフ。作者にシュノーケリングを教え、二度目の訪問ではスターウォッチングを案内（シュノーケリングの後のムーンウォッチングでは、彼の妻・みなちゃんも同伴）。
ちえ
父島のウェザーステーションで出会う。
田中
父島にあるダイビングサービスおよびホテル「PAPAYA」事業者で船長。作者は彼のツアーでイルカ、鯨と出会うダイビングに参加。二度目の訪問では無人島・ケータ列島および嫁島を訪問。
あいちゃん（父島）
「PAPAYA」ダイビングスタッフ。泳げない作者のためにエスコートしてくれた。
まりさん
「PAPAYA」新米船長。
なずなさん
「PAPAYA」ガイド歴6年のスタッフ。
まどかさん
「PAPAYA」のスタッフ。
たかこ
南島（無人島）訪問ツアー参加時のガイド。
水野夫妻
父島で亀の煮込みを食べられたなかった作者の代わりに食べてくれた、小笠原リピーター。
PAPAYAの同宿客
保育士母息、ラガーマン、ラガーマン友人も一緒に出港前夜パーティーに参加。ラガーマンは迷った挙句、父島に残った。
初帰り「おが丸」の同船客
ユカちゃん（日系ブラジル人）、ユカちゃん彼氏(イタリア人)、かぐみちゃん（OL）、バーテンダー（高級ホテルに勤務）、レントゲン技師と親しくなり、一緒に表参道のブラジル料理店へ。

#### 伊豆諸島北部
大島、利島、新島、式根島、神津島。
イチゴくん
大島・波浮にあるレストラン「すずめ」のオーナー夫妻の飼い犬。
かおり荘
作者が利島で投宿した民宿。お父さんがエビ漁を作者に見せてくれた。宿のおばちゃんが作った梅酒も飲んだ。
チョロちゃん
「旧版」で新島で投宿したカフェホステル「SARO」の看板猫。店は改訂版取材時までに廃業していた。こちらのスタッフが「ぐちきき地蔵」を紹介してくれた。
隼人さん、佑介さん。
「かいてーばん」で登場したゲストハウス「ホステル・ナブラ」のスタッフ。
てらぴー十治朗
式根島で投宿した素泊まり宿。おっちゃん・十治朗は毎日、朝と夕方必ず近くの「松が下雅湯」に通っては入浴する。島を出る作者に奥さんが芋をくれた。他にパートのおばさんもいる。
式根島のおじさん
作者が式根島で迷っていたら、声をかけてくれた。
鈴木テル子
神津島出身の人形作家（故人）。作者は郷土資料館で彼女の作品を拝見。

#### 伊豆諸島南部
三宅島、御蔵島、八丈島、青ヶ島。
鳥ちゃん（三宅島）
三宅島「アカコッコ館」で出会った鳥マニア少女。♪鳥くんに憧れている。
ニックさん、桃子さん。
三宅島でダイビングをしたときのスタッフ夫婦、二人とも日本人。愛犬リューネもいる。
「まるい」のおやじ
御蔵島での投宿先の店主。
ぱんちゃん
「まるい」で同宿していた女性の一人、眼鏡の方。作者がゆくナイトツアーに同伴し、一緒に近くの居酒屋で飲んだ。
あいちゃん（御蔵島）
「まるい」で同宿していた女性の一人、裸眼の方。作者がゆくナイトツアーに同伴し、早起きで島を出る作者を見送ってくれた。
土居けいこ
八丈島での投宿先「銀河荘」の店主、画家。一緒にレストランで夕食を食べ、ガムランの曲をかけてくれた。
三原山の山ガール
八丈島・三原山へ登山に来た。三原山とふれあいの湯で出会い、お互い旅の情報を教えた。
やすらぎの湯の常連おばあちゃん
温泉天国・八丈の温泉施設で、90歳まで海で泳いでいたおばあちゃん（訪問当時は94歳）と話した。
楓ちゃん
一緒に八丈島から船で青ヶ島へ、実は村役場の職員。他に工事関係者なども乗船。
ハイヒール女性
とある島で出会った、坂だらけなのに都会の通勤OLのような恰好。

### 瀬戸内
瀬戸内海にある島々をホッピング。

### しまなみ海道
尾道～今治の島々を貫通するルート「しまなみ海道」をレンタサイクルで移動。向島～生口島までが広島県尾道市、大三島～伯方島までが愛媛県今治市になる。「しまなみ～」の東側にある島々である岩城島、弓削島も訪問（「ちょこ旅瀬戸内」の時は未開通だが、後に「初めてのひとり旅」で訪問したときに、愛媛県上島町にある弓削・佐・生名・岩城を結ぶ「ゆめしま海道」が開通）。
尾道駅前渡船の船長
たまたま作者が乗船したところ、操舵室に入れてくれた。
後藤鉱泉所のおっちゃん
尾道市向島にあるローカルドリンクの町工場兼店舗のオーナー。話好きである。
尾道の猫
坂が多いという急峻な町のせいか、兎に角無防備である。
村上姉妹
尾道市内にあるお好み焼き店「村上お好み焼」の二人。作者はこの二人目当てに来店。
「白滝山荘」のおじちゃん
因島にあるペンションのオーナー。アメリカの建築家が設計、宣教師が住んでいた。
一色商店の奥さん
本業は魚店、作者が因島に投宿した翌朝はパンを販売。因島の観光を説明してくれた。
「瀬戸田垂水温泉」のおじちゃん
生口島で自ら温泉を掘削して開いた。
ナカイ商店の奥さん
生口島・土生商店街のとある店の人。作者にお抱え地蔵のカギを開けてくれた。
べじべじ
大三島・有機栽培の宿「べじべじ」を営む夫婦。亭主の親族が住んでいた築百年の家をリノベーション。
リモーネの奥さん
Iターンした大三島の柑橘系農家が営む店の奥様。店の中で試飲も可能。
光藤旅館
伯方島で作者が投宿した宿。女将、キッチン担当おばちゃんたちの親切さがうれしかった。
カフェしましま
大島の喫茶店。女将と常連のおばちゃんに物をもらう。他、亀老山麓のおばちゃんから蜜柑、豆をもらう。
世渡（せち）の大将
今治市内の居酒屋で、作者が入店した。食べる量に配慮してくれ、対応してくれた。
おれんじフェリーの同室人
今治から連絡バスで東予へ出て、おれんじフェリーで大阪へ。同じ部屋のおばちゃんは関空経由で外国へ行くとのこと。
民宿「中塚」のスタッフ
船員向けの賄いシェフをしていた奥さんが弓削島へUターンして開業、奥さん、妹さん、近所おばさんの仲良し女性三人組が運営。作者に「潮湯へ行くなら水着貸してあげる」と水着を貸してくれた。
「でべそばあちゃん」のスタッフ
岩城島にあるレモン料理店。レモン懐石を食べたい作者は（本来なら4人以上、10日前までの予約だが）偶然にも団体がいて混ぜてもらい、配膳係を手伝う条件で混ぜてもらった。さらに「明日も手伝って」と言われ、名産れもんはーと（レモンカード）の原料であるレモン絞りを手伝う事になり、バイト代にれもんはーとをもらう。

#### ちょっぴりアートな島めぐり
香川県の直島、豊島（てしま）、男木島、女木島、岡山県の犬島を訪問。
「Shioyaダイナー」の夫婦
直島宮之浦にある食堂を営む。二人ともおしゃれ。
I♡湯近所のおばちゃん
直島唯一の（創作）銭湯「I♡湯」の近くに住む。芸術祭の一環でこの銭湯をつくった大竹伸朗のファン。
「中奥」のオーナー
作者が直島で晩御飯を食べに来たカフェサロン（予約）の亭主。直島アートに詳しい。よっちゃん、作者、学生君二人、一人旅OLちゃんと深夜までアート談話をしていた。
よっちゃん
作者訪問時は「中奥」のスタッフ。のちにゲストハウス管理人となる。
「バンブービレッジ」同宿者の長野コンビ
「中奥」隣の宿「バンブービレッジ」に投宿した作者は翌朝、長野から四国弾丸一周ドライブ旅行に出た二人と一緒に朝食をとる。宿は直島出身のオーナーが実家をリノベーション。
「いこい」の夫婦
直島宮之浦にある喫茶食堂スナック。おしゃべりママと寡黙なパパが運営、息子夫婦（外へ働きに出ているらしい）もいる。作者におまけをつけてくれた。
はんちゃんおばちゃん
豊島にある民宿「緋田さん家」を営み、元気な女性で作者を家浦港へ迎えに来てくれた。
「緋田さん家」のだんなさん
はんちゃんおばちゃんの夫、おっとりしている。
豊島美術館のお兄さん
訪問した美術館のスタッフ。彼の手入れに作者は感動する。
「みずたまや」店長
豊島で自転車を借りた店の人。自転車で竹林アートに寄り道した話をすると、彼女がつくったという。
犬島貝塚の考古学先生
岡山県最古の遺跡を発掘中。
「在本商店」の店長
犬島生まれ育ち、犬島の本も出している。作者が来店したときは混雑して手伝いをする事になり、アルバイト代として飯などをもらう。
民宿「さくら」の夫婦
男木島で作者が投宿。ほんわかした漁師夫婦が運営。
大島夫婦
男木島の彫刻家夫が「オンバファクトリー」を、妻が「オンバカフェ」を運営。夫の作るアートオンバ（荷物を運ぶ小さな台車にペイントアートを施している）は島中で大活躍。
鳥ちゃん(男木島)
作者と同じ日に「さくら」に投宿した女子。灯台、猫屋敷などを訪れ同じ船で男木島を離れる。
男木島灯台守？
灯台の管理人らしい中年男性。双眼鏡を貸してくれた。作者、鳥ちゃんを集落近くまで送ってくれた。
男木島荷物預り所
中年女性が管理人。作者は荷物を預けるついでに郵便局長などに出会い、（食堂を併設しているのでそこの）カレーを食べた。翌日、中年女性に再会すると山椒をくれた。
猫屋敷の猫たち
男木島にある。昼寝中であった。
漆おばあちゃん
猫屋敷の近くで作者、鳥ちゃんに声をかけた。彼女の弟がつくった漆の家に行くのを進められるが、フェリーの時間の為、行けなかった。

#### 小豆島、本島・牛島。
プチ遍路めぐりができる島と、お大師さんめぐりの島、小さな島へ。
八木さんご夫婦
二人の案内で、農村歌舞伎を見物。
石井のおっちゃん
小豆島で自転車を借りた「石井レンタサイクル」の主人。写真を撮らせてほしいというと、快く受け入れてくれた。
「有機園」の夫婦
小豆島で投宿した「コスモイン有機園」を運営。有機農法による栽培、ログハウスの部屋。亭主がコメ、オリーブ油も自家製、奥さんは元バスガイドで、子安観音寺を紹介してくれた。孫もいる。
子安観音寺の若奥さん
観光で来島し、住職と結婚。
ジューン子ちゃん
「コスモイン有機園」の畑に居た山羊。
イレイン
カリフォルニアから農業体験、宿食無料で有機園に滞在。
江洞窟の住職
89歳で出家しようと高野山で修業、小豆島遍路60番目のお寺の住職となる。
オビちゃん
高松在住の友達。
本島の祖母、孫娘。
一緒に本島のお大師さん巡りをした。祖母は地元の人だが、孫娘は徳島から来たという。お大師さんの日に参拝すると、お接待（食べ物）を頂けるらしい。
東光寺で出会った老婆二人
作者、祖母・孫娘コンビと東光寺で出会う。白髪の老婆は耳が遠いようで、作者が持っていた裂織ポシェットを作者お手製と勘違いした（隣の老婆が「違うよ」とつっこんでくれた）。
正覚院の住職
本島で作者、男二人の自転車参拝客が上り坂で苦渋していたところ、バスで迎えに来てくれた。通称「山寺」。
「アイランドガール」の奥さん
牛島に上陸した作者を迎えに来てくれた、素泊まり旅館の女将。海外に詳しい。アトリエカフェ「魔女のやかた」を紹介してくれた。
牛島の漁師夫婦
道端で魚料理法を聞いた。
牛島のおばあちゃん
トイレを借りた家の老婆。茶菓子をごちそうになり、彼女と話をした。孫夫婦もいる。牛島を出る際、自転車で急行して作者にパンと飲み物をくれた。

#### 笠岡諸島、厳島。
岡山県笠岡市の真鍋島と、広島県廿日市市の宮島へ。
真鍋島の猫
島中に猫がいる。
「五里五里」の人々
真鍋島で立ち寄ったカフェ、移住組のスタッフが運営。作者にトマトをくれ、スタッフ息子君が作者を真鍋中学校（木造校舎）へ案内してくれた。眼鏡のスタッフはゴーヤ畑を持っている。
真鍋君
真鍋島に住む真鍋一族の親族で、この島に本家跡地があると知って、訪問。
「三虎」の奥さん
真鍋島で投宿した宿の女将。有名人もふらりと来るという。
フローラン・シャボエ
フランス人のイラストレーター。真鍋島に滞在してイラストエッセーを出した。
「バックパッカーズ宮島」の人々
宮島口にある安宿。スタッフのくまさん（女性）、ゲストのアメリカ軍人（岩国に勤務）、長期滞在のフランス人、放浪中の英国人と出会う。フランス人、英国人とは宮島でも出会う。
「古色ささき」の奥さん
宮島（厳島）の文房具店を運営。此れから山を登ろうとする作者に「今からだと帰りが暗くなるからやめた方がいい」と忠告、「明日の朝にします」と作者は返事した。

### 島旅ひとりっぷ
見知らぬ島へ一人旅。

#### 鳩間島
波照間島のついでに1泊だけ滞在しようと訪問したが、連泊する事になる。
ゆみさん
作者が波照間島で投宿した宿の同宿者に紹介されて、投宿した「ゆみさん」の女将。夫子供と一緒に移住し、その後はカフェ開業をきっかけに宿も始めた。
かわさん
「ゆみさん」の亭主で、ゆみさんの夫。作者が予約すると、港へ迎えに来てくれた。夕陽を見にぶらぶらして遅くなったのを心配し、車で迎えに来てくれた。
鳩間島のおばあ
1泊だけするつもりが、彼女とまったり話をしている内に連泊に変更。
海坊主さん
「ゆみさん」の常連客、坊主頭でサングラスのおっちゃん。作者1泊目の翌日、チェックアウト。その翌日、団体客が来るのを聞いた作者が手伝うと安請け合いしたため、カフェのキッチンを手伝うことになった。
レナさん
作者2泊目からの宿泊客、実は看護師で元看護師であった作者とは「看護師トーク」を展開。島坊主の勧めで、作者、彼女、島坊主と三人でリーフを訪問。
島坊主
よく「ゆみさん」へ来る地元の人。作者、レナとリーフ訪問と、タイドプールでシュノーケリング。

#### 大東諸島
沖縄にありながら、本島からはるか東に離れた絶海の孤島群。本島とはまた異なった文化伝承を知る。
サロン三丁目の中年ママ
南大東島のスナック。作者は彼女とさんざん、話をした。店はその後、廃業している。
東さん
南大東島にある地底湖探検のガイドをしてくれた。
ハマユウ荘のスタッフ
北大東島にある宿で、作者を送迎してくれた。船クレーン体験がしたいという作者に「朝、西港へ行けば乗れる」と教えてくれた。
JAスーパーの人
ジャガイモが北大東島名産であることをスタッフが教えてくれた。また、店の外では製糖工場バイトが休憩中であった。
北大東島月桃工場の人
月桃のエッセンシャルオイルを製造している。

#### 屋久島・口永良部島
世界遺産で有名な縄文杉の島と、その隣にあるへき地の島。
「晴耕雨読」の人々
作者が屋久島で宿泊した素泊まり民宿。常連客も多く、作者が投宿したときはトレラン君、ビール大好きさん、リンちゃんがいた。また、客にシェフがいたおかげでジビエ、トマト鍋などにありつけた。
のびちゃん
作者とともに「晴耕雨読」に投宿し、一緒に縄文杉トレッキングをした。
「屋久島ユースホステル」の人々
「晴耕雨読」で二泊した後、宿替え。桃岩コンビ（礼文島・桃岩荘で出会っている）、ライダーさん、外国人夫婦。
民宿「くちのえらぶ」夫婦
口永良部島で作者が投宿。孫10人いるという。
民宿「夕景」家族
「くちのえらぶ」夫婦の息子一家。孫息子・こうくん、孫娘・ももちゃんとおやつとりに出かける。オーナー（くちのえらぶ息子）とは古岳登山、オーナー嫁に送迎してもらった。

#### 福江島
五島列島の中心となる島。
半泊ステイの奥さん
作者が予約したのをすっかり忘れていた（どうやら団体さんの予約しか気に留めてなかったらしい、部屋は空室が確認とれたので、宿泊出来て事なきを得た）。宿替えの前に、午前中は車で送る前に教会の掃除をするというので、作者も手伝った。
モンテカンゲの店主
ヘッドスパ店、もともと東京で美容師をしていた。

#### 祝島
山口県にあるハート型の島。「ちょこ旅・瀬戸内」では一部情報のみ掲載。
原発反対デモの人々
作者が投宿した「民宿くにひろ」の同宿者たち、ほとんどデモ関係で投宿する人が多かった。この方々のおかげで、休業中であった知人の店へ来店がかなった。
「こいわい食堂」の人々
知人・クレレナさんからの手紙で来島。農夫・氏本氏、妻・太佳子女史、息子さん。

#### 小笠原諸島
「ちょこ旅～」に続いて、三度目の訪問。台風経験をしたが、そのせいでお見送り飛込はかなわなかった。
しんじさん
作者が父島で投宿した「ロックウェルズ」のスタッフ。
ワンゲルさん
作者が父島で投宿した「ロックウェルズ」の同宿者。元ワンゲル部員だったから、このあだ名がついた。
なみちゃん
ワンゲルさんと同じく同宿者。波が苦手だが、相棒のミルクちゃんが鯨みたいとのことで同伴。
ミルクちゃん
なみちゃんの相棒。牛乳大好き。鯨見たさになみちゃんを誘い、父島へ。
一人旅姉さん
ワンゲルさんたちと同じく同宿者。小笠原へ来島するのが夢だった。
不思議女子
1か月、「ロックウェルズ」に滞在。
父島に来た染織職人
父島へは行商で来島。

#### 礼文島
取材を兼ねて、編集者と共に日本最北の島へ渡る。
酒井綾子（さかい あやこ）
漫画のロケで作者と同伴で礼文島に来た編集者。
彦さん
「星観荘」のオーナー。作者、酒井を香深港まで出迎えに来てくれた。
マイカルさん
「桃岩荘」のスタッフ。
愛媛夫婦
「桃岩荘」に投宿した愛媛県出身の二人組。二日目、この二人と礼文島をトレッキング。
バンドマンさん
「桃岩荘」のスタッフ。
ヤスミン
作者たちとほぼ同時期、「桃岩荘」に投宿したオーストラリア人。酒井の通訳によると「日本中のオーガニックファームを勉強していて、北海道のにも来た」という。
チェリーさん
「桃岩荘」のスタッフ。山形から来たからこのあだ名がついた。

### 日本ゲストハウスめぐり
経済的な素泊まり宿だが、投宿すると新たな発見があった。
タクさん
旅仲間が紹介した、三重・亀山市の古民家宿の主。人徳があり、助けてくれる人々のおかげで開業できたという。
カズくん
タクさんの息子。料理人A娘を花火大会でエスコート。
ユタカさん
高松市にあるゲストハウスの亭主。宿のインテリア目的に古道具を収集している。
エミさん
ユタカさんの奥さん。東京出身だが、香川県でユタカ氏と出会い、こちらに永住。
あきらちゃん
漆職人を目指すため、わざわざ高松にある漆専門学校を受験するために、神戸からきて投宿。他、なつきちゃん（初一人旅）、みずきちゃん、まふまふちゃん（卒業旅行コンビ）、クリスちゃん（香港から仕事で来ていた）が投宿。
オビカカズミ
高松在住、作者の同業仲間。
虻田のととさん、かかさん。
北海道・虻田の廃校宿を営む。資料館を併設しているので、ライダーさんと見に来た。
ケーキやご夫婦、家具屋さん、若者たち、宇土市中華屋さんと地元の常連さんが集まる。
ポストくん
廃校宿に投宿した同宿者。ととさん、かかさんの子供たちと体育館で遊んでいた。郵便局に勤務しているから、このあだ名がついた。
カジさん
ポストくんの知り合い。女装男子で、夏の間だけ近所に下宿、寒くなったら本州の自宅に戻る。
雅子さん、達さん。
天草西海岸の宿を営み、赤バスに乗り遅れた作者を雅子さんが迎えに来てくれた。
先生
天草の宿の同宿者。釣った魚を作者たちに分けてくれた。
有馬さん
先生の有人。
結夏（ゆか）ちゃん
雅子さん、達さんの娘。作者とはお絵かきで親しくなる。小学生。
達さんママ
すなわち結夏ちゃんの祖母。
こっすーさん、ななさん。
南知多の宿を経営する夫婦。こっすーさんは元農業従事者、ななさんは元ツアコン。
パオズ店ファミリー
南知多の宿に投宿した父、母、娘。母はななさんの元同級生。
りりかさん。
同じく同宿者。LGBT関連のカフェを運営。
軒先の八百屋さん
近所のカップル。こっすーさんの宿に遊びに来る。
近所のマッサージ屋さん
浅黒い顔をしているので、作者に外国人と間違えられた。
ねぇね
鹿児島桜島の宿を運営する女将。
にぃに
ねぇねの夫。同じ宿を二人で切り盛り。
ポチ
ねぇね、にぃにの愛犬。なぜか作者になつく。
ドイツ人一家
初来日でねぇね、にぃにの宿へ。

### あちこち島ごはん
旅先で巡り合う地元の味。
「Nami」の女将
波照間島で投宿した民宿のお母さん。作者に調理道具「シリシリ」を紹介してくれた。
島好き仲間
夏の礼文島名物「ほっけのちゃんちゃん焼き」を食べるといいと話す。
「かふか」の大将
礼文島の海鮮料理店を営む。宿の同宿人に案内されて来店、そのうまさに驚愕。翌日、「水産祭り」に出向くと、ほっけを焼くコンロが消されて受付終了の時間であったが、がっかりした作者を見かねた彼が（作者が昨日の客ということで）おまけでほっけをやいてくれた。
八重（やえ）さん
小豆島の知人で、彼女の家に寄寓したことがある。そうめんの締めである地元料理「地獄炊き」は彼女の夫と伴に絶賛。
西村さん
作者が仕事仲間二人と訪問した、高知県のジビエ料理店のスタッフ。彼女曰く、「森の高知県なので、鹿などがおおい」という。
「すずめ」の夫婦
冬の八丈島で訪問した食堂を営む。この時期に来たので、貴重な「はんば飯」を食べる事が出来た。
「松荘」の大将
熊本県・天草諸島「御所浦島」にある食事処を運営。鯛茶漬けを注文、隣の常連客と話す。
作者・祖母
昔、魚嫌いだった作者は彼女の作った鯖の押しずしは好んで食べた。おやつにはやきもちを作ってくれた。
「しまでカフェ」のスタッフ
弓削島で来店した店の人。彼女の紹介で、作者は弓削島が摘み草料理の宝庫だと知る。帰宅後、近所のワークショップで摘み草料理づくりに参加。
本名さん夫婦
トカラ宝島でトビウオの燻製をしている職人。
中川
民俗学好き仲間で、作者に「トカラ映像試写会」へと自宅に呼び、お互い料理を持ち寄る。
「隠居の間」店主
那須塩原の一軒家をカフェにして開業した若い女性、実は農家の娘。作者が来店してしばらくすると、新好きの近所老男が来店。彼は定年前、メディア関係者だった。その後、店長友達が頼まれた荷物を届け、作者と話をしている内に駅まで車で送ってくれた。
まゆみさん婦夫
福島県昭和村の古民家宿を営む女将と亭主。
れいこさん婦夫
昭和村古民家宿に投宿中の夫婦で、れいこさんは昭和村を研究。
マダンさん
作者がバリ舞踊を習う帰りに教室仲間と立ち寄るネパール料理店の店主。
マダンさん・妻
マダンさんの奥さん。
Yさん
マダン氏の店へ通うきっかけになった女性で、作者より前からマダン氏の店常連客。作者の初ネパール旅で関西空港にて知り合い、そのまま彼女の知り合い（マダン氏弟）の結婚式に参列。それがきっかで作者、マダン氏夫婦が出会う。
かとうちあき
フリーな野宿ライター女性。ミニコミ誌の主催者で、このメンバーが作者を誕生日野宿に誘う。作者も思うことあり、自分の誕生日にやることとなった。
タイショーさん
誕生日野宿したとき、かとうがアシスタント（主にシェフ）として連れてきた男性。
作者・母
彼女の作る粕汁が大好きで、一人暮らしを始めた後もよく作る。
作者・父
農家を営んでいる。鹿とイノシシに荒らされるのが悩み。
作者・弟
薄い板粕を焼いたものを一緒におやつとして食べたことがあり、やきもちで取り合いになった事もある。
那覇の某ゲストハウスの同宿者
夜に作者と同宿女子がお腹がすいたので、常連男子が連れ来たのがバーで憤慨してすぐに撤収、同宿女子が知った丸安食堂に二人で来店して、作者は沖縄ちゃんぽん、同宿女子はソーキそばを食べた。
「丸安食堂」のおばちゃん
作者と同宿女子が来店した食堂のスタッフ。農連市場にあったが、市場リニューアルで移転した。

## 書誌情報
- 松鳥むう 『ちょこ旅京都』 アスペクト
  1. 2015年1月27日発売 ISBN 978-4757214774
- 松鳥むう『ちょこ旅沖縄プラス離島』 
  1. （アスペクト）2009年5月12日発売 ISBN 978-4757216686
  2. （スタンダーズ）かいてーばん2018年8月10日発売 ISBN 978-4-8663-6277-9
- 松鳥むう『ちょこ旅小笠原＆伊豆諸島』 
  1. （アスペクト）2010年7月13日発売 ISBN 978-4-7572-1810-9
  2. （スタンダーズ）かいてーばん2018年12月10日発売 ISBN 978-4-86636-329-5
- 松鳥むう『ちょこ旅瀬戸内』 アスペクト
  1. 2013年7月15日発売 ISBN 978-4-7572-2247-2
- 松鳥むう『島旅ひとりっぷ』 小学館
  1. 2013年3月13日発売 ISBN 978-4-09-388243-9
- 松鳥むう『日本ゲストハウスめぐり』 ダイヤモンド社
  1. 2017年7月26日発売 ISBN 978-4-478-06073-5
- 松鳥むう『あちこち島ごはん』 芳文社
  1. 2017年7月26日発売 ISBN 978-4-8322-3557-1